# هاتي كوفمان
هاتي كوفمان (بالإنجليزية: Hattie Kauffman)‏ هي صحفية أمريكية، ولدت في 1955.